# Страчёвская волость
Страчёвская волость — административно-территориальная единица в составе Севского уезда.
Административный центр — село Страчёво.
Волость была образована в ходе реформы 1861 года; объединяла 4 населённых пункта. По занимаемой площади являлась наименьшей волостью уезда.
В 1880-х годах Страчёвская волость была упразднена, а её территория вошла в Орлинскую волость.
Ныне территория бывшей Страчёвской волости разделена между Суземским районом Брянской области и Сумской областью Украины.